# 刘必成
刘必成，字景万，南宋福州长溪县西北乡（今福安市赛岐镇）人，宋理宗嘉熙二年（1238年）戊戌科武状元。十六岁时举家迁至苏州昆山县湓浦。嘉熙二年中武状元，曾任浔州知州、湖南安抚副使等职。